# Dawda Kairaba Jawara
David Dawda Kairaba Jawara GColIH (Barajally, 16 de maio de 1924 - Bakau, 27 de agosto de 2019) foi um político de Gâmbia, que serviu como presidente de seu país de 24 de abril de 1970 até 22 de julho de 1994.

## Inicio de vida
Jawara nasceu em Barajally e se formou como cirurgião veterinário na Escola de Medicina Veterinária da Universidade de Glasgow e, em seguida, completou seu treinamento na Universidade de Liverpool. Ele retornou à Gâmbia em 1953 e se casou com Augusta Mahoney, começando a trabalhar como veterinário. 

## Vida política
Ele decidiu entrar na política e se tornou secretário do novo Partido Progressista do Povo (PPP) e foi eleito para a Câmara dos Representantes na eleição de 1960. Ele se tornou o líder do PPP e, em seguida, o primeiro primeiro-ministro do país em 1962, apenas o segundo chefe de governo após o mandato de Pierre Sarr N'Jie como ministro-chefe.
Sob a governo de Jawara, a Gâmbia conquistou a independência do Reino Unido em 1965. Ele permaneceu como primeiro-ministro e Elizabeth II permaneceu como chefe de estado como Rainha de Gâmbia. Em 1970, a Gâmbia tornou-se uma república, sem monarquia, e Jawara foi eleito seu primeiro presidente. 
O maior desafio ao poder de Jawara veio em 1981, quando uma tentativa de golpe de Estado ocorreu e soldados do país vizinho Senegal foram forçados a intervir, com 400 a 800 mortes relatadas até o final da tentativa de golpe. Após a tentativa, Jawara e o presidente senegalês Abdou Diouf anunciaram a criação da Confederação da Senegâmbia, mas ela entrou em colapso e teve seu fim em 1989.
Em 4 de outubro de 1993 recebeu o Grande-Colar da Ordem do Infante D. Henrique de Portugal.

## Morte
Ele faleceu no dia 27 de agosto de 2019, aos 95 anos de idade.